# Gil Cordovés
Gil Cordovés Pérez (* 14. März 1965) ist ein kubanischer Radrennfahrer, der im Dezember 2008 auch die venezolanische Staatsbürgerschaft annahm.
1990 gewann er das 1000-Meter-Zeitfahren bei den Zentralamerika- und Karibikspielen für Kuba, 1993 den Sprint. Gil Cordovéz holte seine ersten Erfolge auf der Straße 2001 bei der Vuelta a Venezuela, wo er im Alter von 36 Jahren fünf Etappen gewann. Insgesamt konnte er dort in den nächsten Jahren 38 Etappen gewinnen. Außerdem konnte er vereinzelt Etappen bei der Vuelta a Costa Rica, der Kolumbien-Rundfahrt, bei der Volta do Rio de Janeiro, der Vuelta al Táchira und beim Clásico Ciclístico Banfoandes für sich entscheiden. Des Weiteren gewann er weitere 37 Teilstücke und vier Gesamtwertungen bei kleineren Rennen in Venezuela und der Dominikanischen Republik.

## Erfolge
2001
- fünf Etappen Vuelta a Venezuela

2002
- vier Etappen Vuelta a Venezuela
- eine Etappe Vuelta a Costa Rica

2003
- eine Etappe Vuelta a Colombia
- sieben Etappen Vuelta a Venezuela

2004
- eine Etappe Volta do Rio de Janeiro
- sieben Etappen Vuelta a Venezuela

2005
- eine Etappe Vuelta al Táchira
- drei Etappen Vuelta a Venezuela

2006
- sieben Etappen Vuelta a Venezuela
- eine Etappe Clásico Ciclístico Banfoandes

2007
- fünf Etappen Vuelta a Venezuela
- eine Etappe Clásico Ciclisto Banfoandes

2008
- fünf Etappen Vuelta a la Independencia Nacional
- Clasica Ciudad de Caracas
- drei Etappen Vuelta a Venezuela
- zwei Etappen Clásico Ciclístico Banfoandes

2010
- eine Etappe Vuelta al Táchira
- drei Etappen Vuelta a Venezuela

2011
- eine Etappe Vuelta a Venezuela

2012
- eine Etappe Vuelta a Venezuela

## Teams
- 2001 Gobernación del Zulia
- 2002 Gobernación del Zulia
- 2003 Gobernación del Zulia
- 2004 Gobernación del Zulia
- 2005 Gobernación del Zulia
- 2006 Gobernación del Zulia
- 2007 Gobernación del Zulia
- 2008 Tecos de la Universidad Autónoma de Guadalajara (bis 01.08.)
- 2008 Gobernación del Zulia (ab 02.08.)
- 2009 Gobernación del Zulia
- 2010 Gobernación del Zulia
- 2011 Gobernación del Zulia
- 2012 Gobernación del Zulia

- 2014 Gobernación del Táchira-IDT-Concafé

| Personendaten    | Personendaten                            |
| ---------------- | ---------------------------------------- |
| NAME             | Cordovés, Gil                            |
| ALTERNATIVNAMEN  | Cordovés Pérez, Gil (vollständiger Name) |
| KURZBESCHREIBUNG | kubanischer Radrennfahrer                |
| GEBURTSDATUM     | 14. März 1965                            |